# Coromines (Guixers)
Coromines és una masia situada al municipi de Guixers, a la comarca catalana del Solsonès.